# Herói da República Popular da Bulgária
O título de Herói da República Popular da Bulgária (em búlgaro:  Герой на Народна република България, transl.: Geroĭ na Narodna republika Bŭlgariya) foi uma honraria concedida a cidadãos búlgaros e estrangeiros pelos méritos na defesa da Bulgária e de outros países aliados da Bulgária. Criado em 15 de junho de 1948, foi concedido até 1990, sendo a maior homenagem da República Popular da Bulgária. Indivíduos nomeados Heróis da República Popular da Bulgária também receberam a Ordem de Georgi Dimitrov, a maior condecoração da Bulgária anteriormente.

## Recipientes notáveis
- Nikita Khrushchev (político líder da URSS), 1964;
- General Ivan Mihajlov (militar e político), 6 de março de 1967;
- Tsola Dragoycheva (político), 1968;
- Todor Zhivkov (político), 1971 e 1981;
- Bojan Balgaranov (político), 1972;
- Leonid Brejnev (político), 1973, 1976 e 1981;
- Zachari Zachariev, também conhecido como Goranov Semenovich/ (militar), 1974;
- General Dobri Djurov (militar e político), 1976;
- Georgi Ivanov (cosmonauta), 1979;
- Nikolai Rukavishnikov (cosmonauta), 1979;
- Aleksei Yeliseyev (cosmonauta), 1979;
- Marechal Fyodor Tolbukhin (militar), 1981 (postumamente);
- Elisaveta Bagriana (poeta), 1983;
- Cristo Prodanov (alpinista) 1984 (postumamente),
- Aleksandar Panayotov Aleksandrov (cosmonauta), 1988;
- Anatoly Solovyov (cosmonauta), 1988;
- Viktor Savinykh (cosmonauta), 1988;
- Anton Yugov (político), 1989;
- Georgi Traykov (político);
- Gricha Filipov (político);
- Karlo Lukanov (político);
- Peko Takov (político);
- Sava Ganovski (político);
- Iuri Andropov (político e chefe da KGB);
- Venko Markovski (poeta).